# Katell Kollet

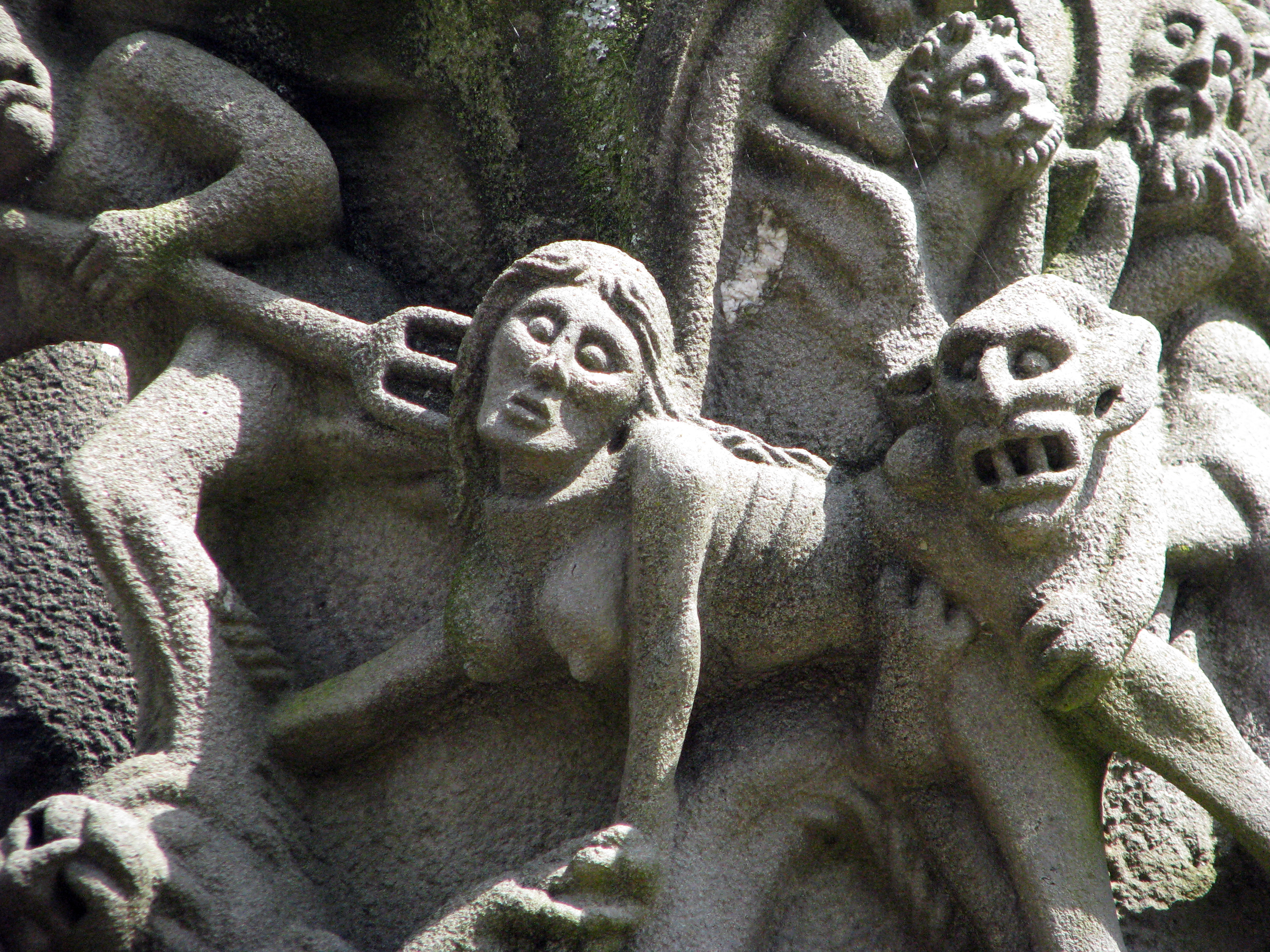
Raffigurazione di Katell Kollet nel calvario del complesso parrocchiale di Guimiliau

Katel(l) Kollet o Catel(l) Collet o Katel(l) Gollet ("Caterina la perduta" in lingua bretone) è un personaggio semi-leggendario tipico della letteratura e della cultura popolare bretone.
Il personaggio, considerato il Bretagna come la "donna perduta per eccellenza", si ritrova in numerosi poemi, in un gwerz (canto popolare) e in alcuni calvari eretti all'interno dei complessi parrocchiali.

## La leggenda
In una versione della leggenda, Katell (Caterina) viene descritta come una ragazza di sedici anni che viveva in un castello a La Roche-Maurice (Finistère) assieme allo zio, desideroso di trovarle marito. La ragazza gli promise così che avrebbe sposato quell'uomo che l'avrebbe fatta ballare per dodici ore filate: la ragazza si presentò così con un cavaliere, che però non resistette, cosicché Katell, in preda ai fumi dell'alcol, invocò il diavolo affinché gli mandasse una nuova orchestra. E questo le spalancò le porte dell'Inferno.
Secondo un'altra versione della leggenda, Katell si sarebbe innamorata di un uomo, che poi si sarebbe rivelato essere il diavolo, e avrebbe ricevuto da quest'ultimo l'ordine di rubare le ostie da una chiesa.  Per questo motivo, fu condannata all'Inferno.

## Il personaggio nell'arte
- Katel Kollet è raffigurata nel calvario del complesso parrocchiale di Guimiliau e nel calvario di Plougastel-Daoulas nuda mentre viene trafitta dal tridente del diavolo e trascinata all'Inferno.[5][7]